# PRIM2
Велика подјединица ДНК примаже је ензим који је код људи кодиран PRIM2 геном.